# Монські царства
Монські царства - державні утворення народу мон на території сучасної М'янми.
Ранні монські державні утворення виникли на території М'янми в перші століття нашої ери. Бірманські хроніки повідомляють про вісім таких об'єднаннях монських племен у межиріччі Ситауну і Салуїну, вожді яких перебували в стані постійної ворожнечі один з одним. Китайські джерела III-IV століть згадують назви деяких з них (Мічень, Куньлунь, Модіпо), на сюзеренітет над якими претендувалв держава Шрикшетра. Однак центр монської державності та культури, до якого тяжіли і мони М'янми, лежав за її межами - держава Двараваті контролювала в VII столітті монські центри на м'янманському узбережжі, і робила вплив на їх державний розвиток.
Найбільш відомими державами монів були Татон, Тайккала, Пегу; в науці ці прибережні ранні територіальні об'єднання, які активно вели міжнародну морську торгівлю, отримали назву нагари. Вони вивчені дуже слабо, так як архітектурні пам'ятки у вологому і теплому кліматі узбережжя практично не збереглися. Нагари складалися з власне міста (як правило невеликого, але добре укріпленого), і невеликої сільської території. Селянство в основному займалося зрошуваним рису; широкого поширення набуло і рибальство. Матеріальною базою нагарів були багатства, накопичені в результаті торгівлі, піратства, обкладення податками іноземного купецтва, монополій на ввіз і вивіз певних товарів (зазвичай нагари розташовувалися при впадінні річки в море). На чолі нагарів стояли правителі, що носили індійські титули та імена. Були сприйняті і соціальні норми стародавньої Індії - насамперед поділ на варни, що сприяло закріпленню привілейованого становища правлячих верств.
У VII-VIII століттях територія монських міст-держав розширювалася за рахунок приєднання долини Сітауна і дельти  Іраваді. У 805 році одне з них - Мічаень - відправило своє посольство в імперію Тан і, згідно з китайськими джерелами, отримало визнання імператорського двору. Після того, як держава Наньчжао знищило царство Шрикшетра, монським державам вдалося об'єднати свої сили і зупинити її наступ, а також значно просунутися на північ за рахунок території колишньої Шрикшетра.
У IX-X століттях мони освоїли долину річки Чаусхе - головну рисову житницю країни. Це дозволило їм створити економічний потенціал для об'єднаної держави, центром якого стало місто Татон. У X-XI століттях другим центром монської держави став приморський Пегу. Мабуть об'єднана монська держава, яку індійці і кхмери називали Раманнадесою (рман-мон) являла собою не аграрну імперію з виходом на морські торгові шляхи, а союз міст-держав, в яких головною функцією була морська торгівля на міжнародних шляхах; внутрішні сільськогосподарські райони залишалися в чисто формальної або данинній залежності.
В XI столітті держава монів була завойована державою Паган.